# Collégiale Saint-Martin-et-Saint-Arbogast de Surbourg
La collégiale Saint-Martin-et-Saint-Arbogast de Surbourg est une ancienne collégiale située à Surbourg dans le département du Bas-Rhin en France. Elle est classée au titre des monuments historiques depuis 1874.

## Architecture

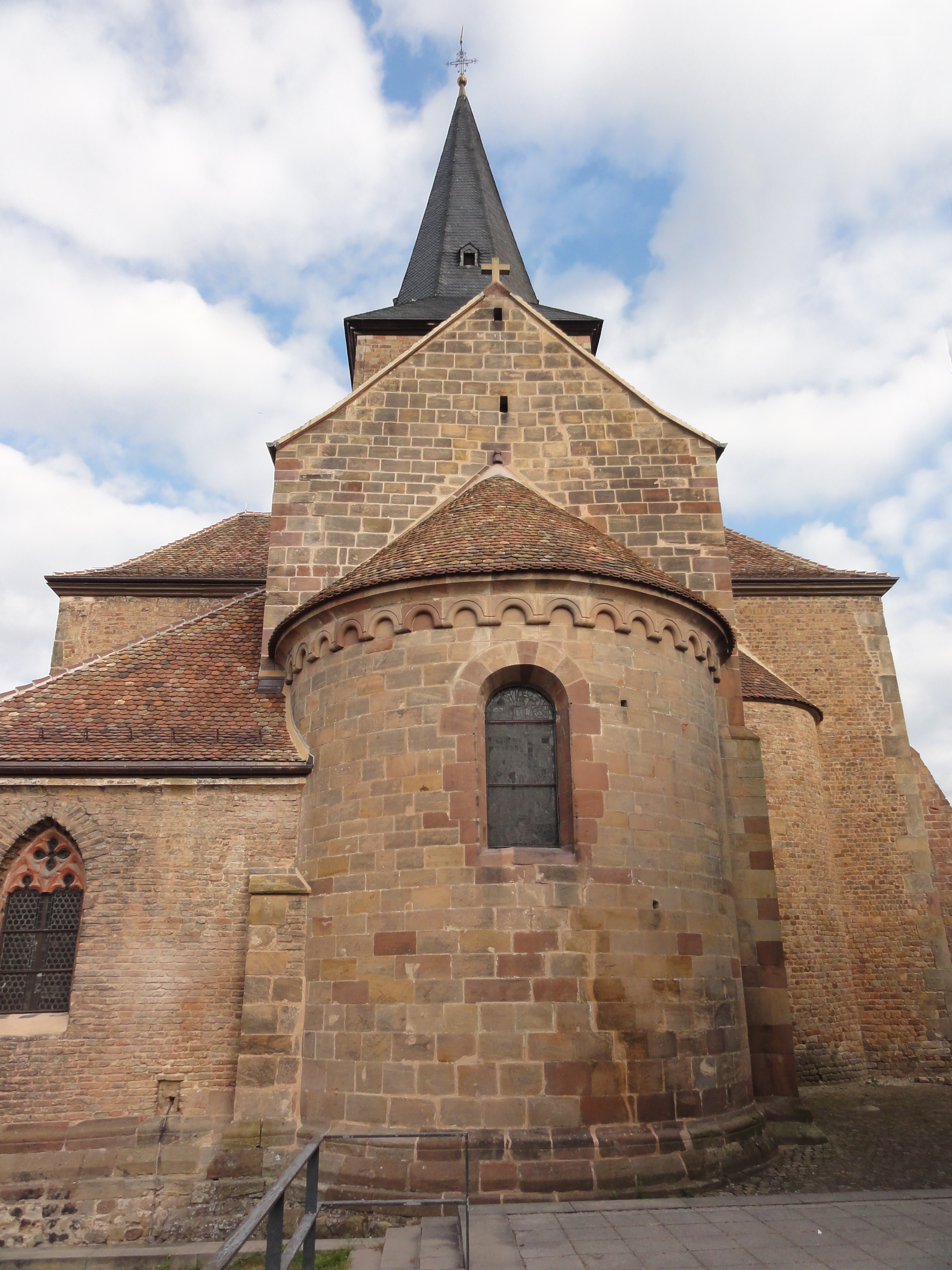
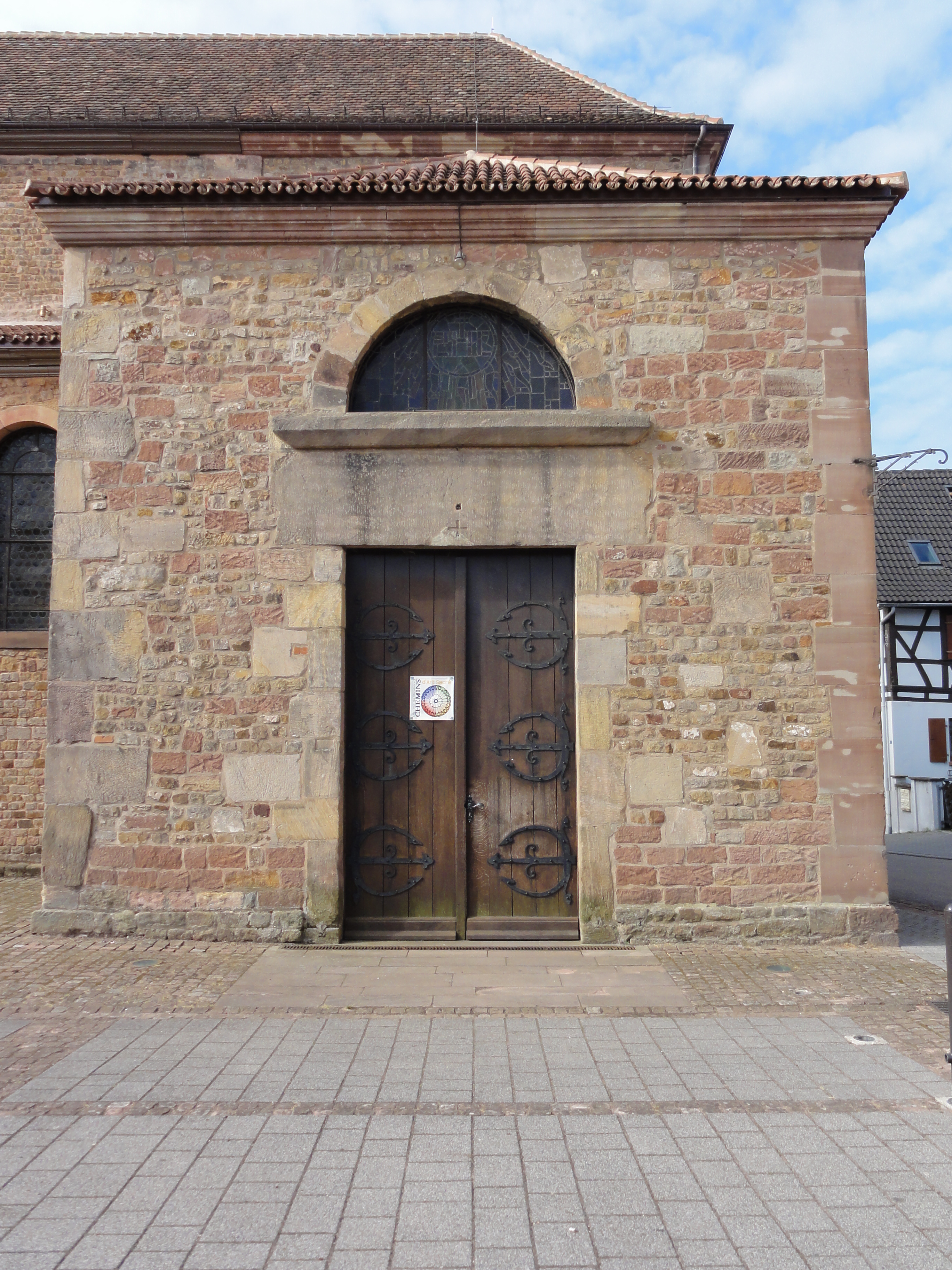
Portail principal avec linteau roman
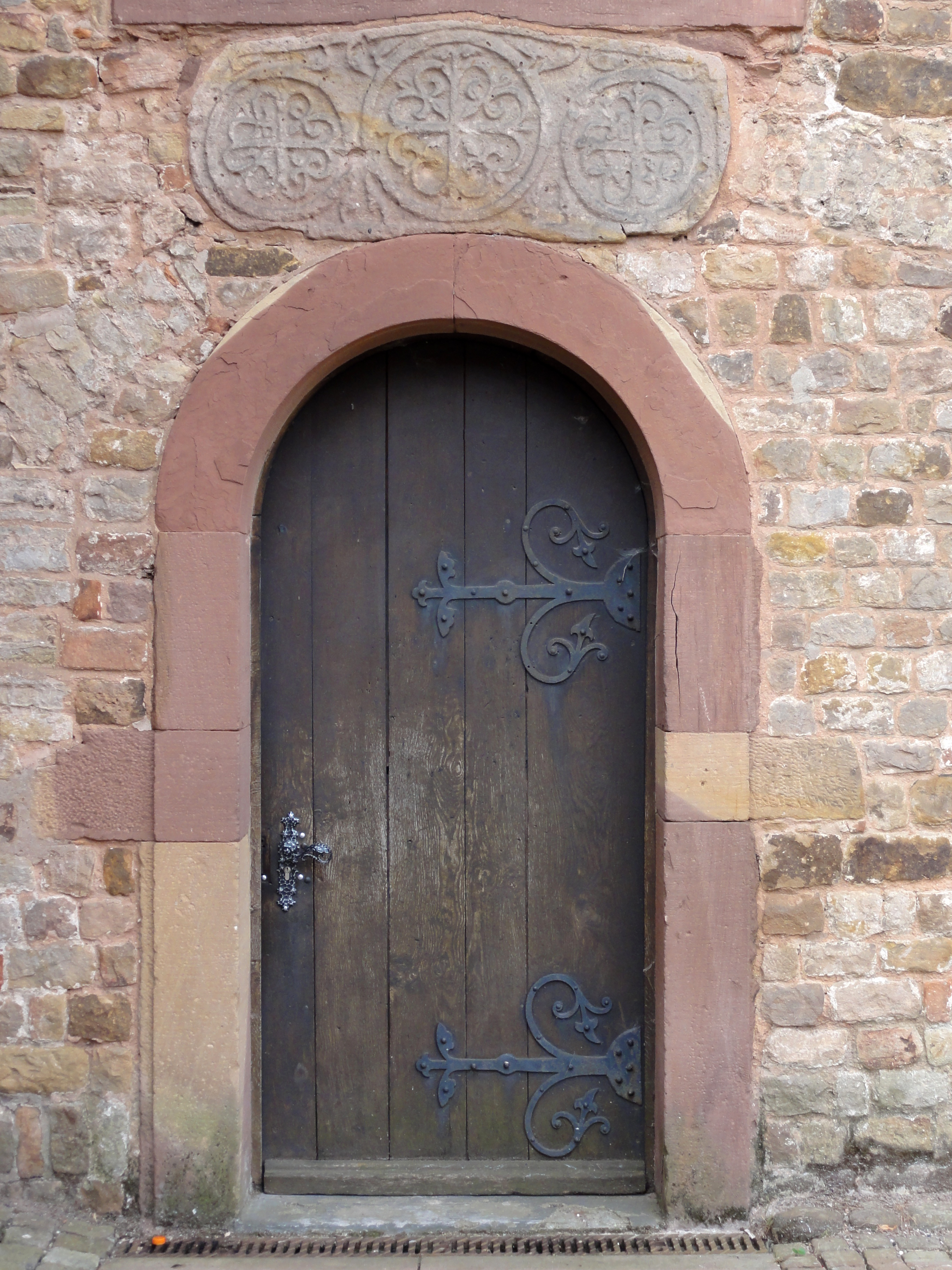
Porte latérale avec linteau roman
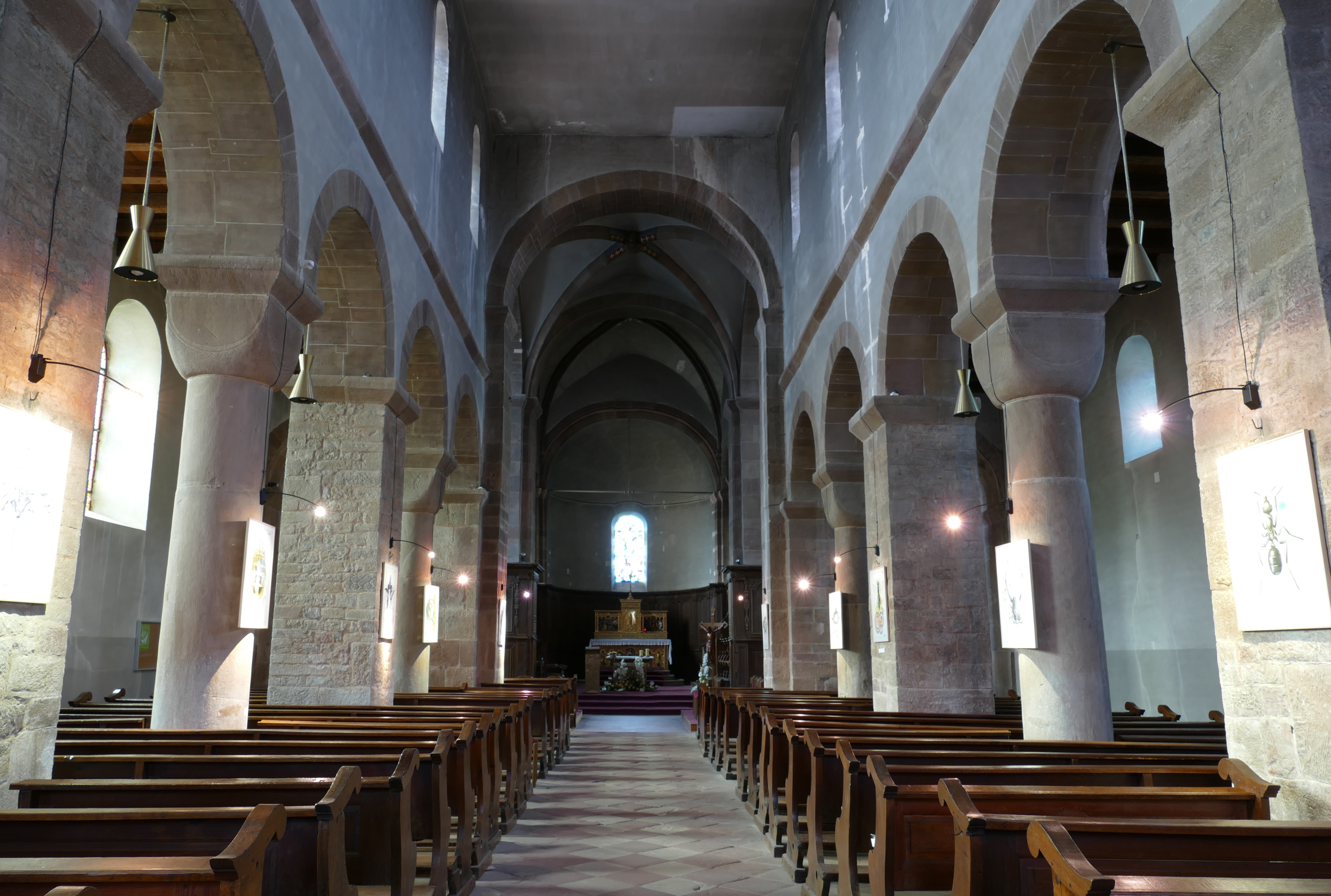
Vue intérieure de la nef vers le chœur
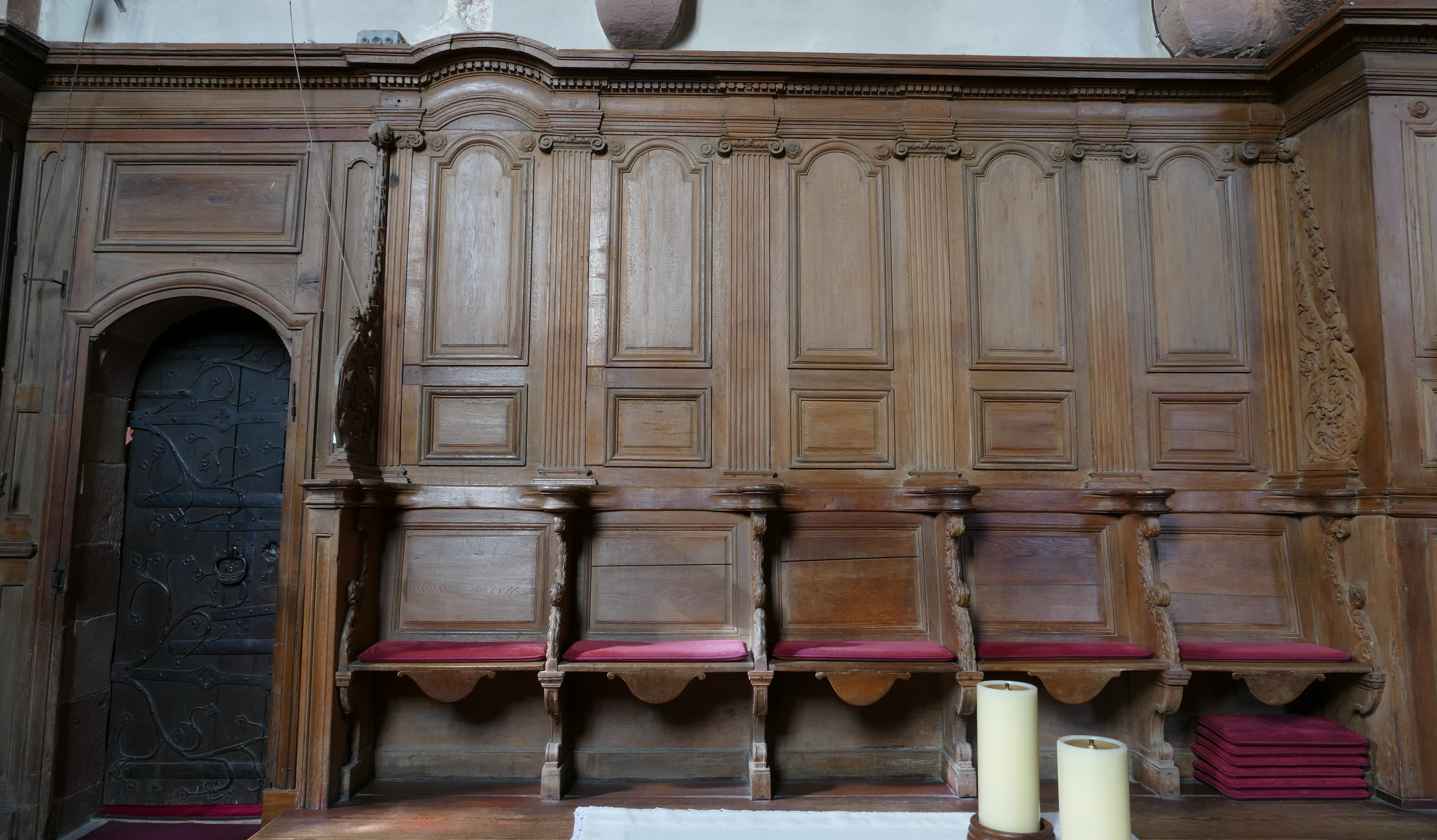
Stalles du chœur et porte de la sacristie (XVIIIe)
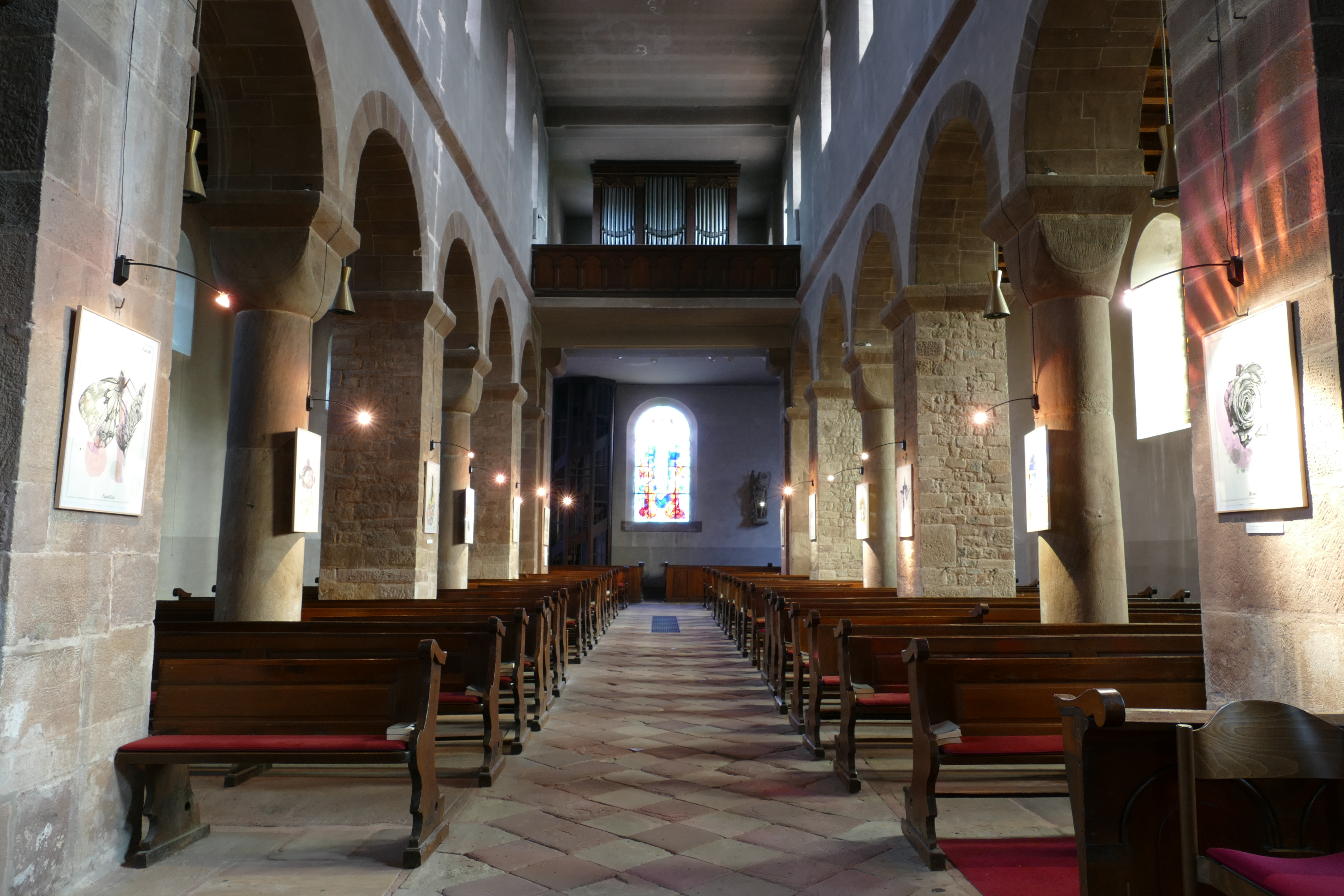
Vue intérieure de la nef vers la tribune d'orgue